# Kaoskult
Kaoskult – szósty album studyjny norweskiego zespołu Helheim. Nagrany i wydany przez Dark Essence Records i Conclave Studio w marcu 2008 roku. 

## Lista utworów
1. „Det Norrøne Alter” – 5:19
2. „Northern Forces” – 4:17
3. „Om Smerte og Liv” – 7:32
4. „Om Tilblivelsen av Gapende Tomhet” – 3:31
5. „Helheim 6” – 2:50
6. „Åndevind” – 6:07
7. „Symboler, Fremover og Bakover” – 3:07
8. „Altered Through Ages” – 3:25
9. „Svart Seid” – 4:45

## Twórcy
- Hrymr – perkusja, instrumenty klawiszowe
- V'gandr – gitara basowa, śpiew
- H'grimnir – gitara klasyczna, wokal wspierający
- Thorbjørn[1] – gitara
- Lindheim[1] – instrumenty klawiszowe

## Muzycy występujący gościnnie
- Rolf Royce[1] – śpiew
- Bjørnar Nilsen[1] – śpiew
- Marius Lynghjem[1] – śpiew